# Zusatzweiterbildung Medikamentöse Tumortherapie
Die Zusatzweiterbildung Medikamentöse Tumortherapie ist eine in der Musterweiterbildungsordnung der deutschen Bundesärztekammer von 2018 (MWBO) aufgeführte Zusatzweiterbildung in medikamentöser Tumortherapie für Fachärzte in den Gebieten Chirurgie, Frauenheilkunde und Geburtshilfe, Hals-Nasen-Ohren-Heilkunde, Haut- und Geschlechtskrankheiten, Innere Medizin, Mund-Kiefer-Gesichtschirurgie, Neurochirurgie oder Neurologie.

## Definition
Die Zusatzweiterbildung Medikamentöse Tumortherapie umfasst in Ergänzung zu einer Facharztkompetenz die Durchführung, Überwachung und Nachsorge der medikamentösen Therapie solider Tumorerkrankungen des Fachgebiets einschließlich supportiver Maßnahmen und der Therapie auftretender Komplikationen.

## Mindestanforderung
Um die Zusatzbezeichnung Medikamentöse Tumortherapie führen zu dürfen, müssen Ärzte
- über die Facharztanerkennung in den Gebieten Chirurgie, Frauenheilkunde und Geburtshilfe, Hals-Nasen-Ohren-Heilkunde, Haut- und Geschlechtskrankheiten, Innere Medizin, Mund-Kiefer-Gesichtschirurgie, Neurochirurgie oder Neurologie verfügen

und zusätzlich
- 12 Monate Medikamentöse Tumortherapie unter Befugnis an Weiterbildungsstätten absolvieren.[1]

Die Inhalte der Zusatz-Weiterbildung Medikamentöse Tumortherapie sind integraler Bestandteil der Weiterbildung zum Facharzt für
Innere Medizin und Gastroenterologie, Facharzt für Innere Medizin und Hämatologie und Onkologie, Innere Medizin und Pneumologie, Strahlentherapie oder Urologie sowie im Schwerpunkt Gynäkologische Onkologie oder Kinder- und Jugend-Hämatologie und -Onkologie.
Bei der Anmeldung zur Weiterbildungsprüfung müssen der zuständigen Ärztekammer sämtliche Nachweise über die erfüllten Mindestanforderungen vorgelegt werden. Dazu gehören auch die Logbuch-Dokumentationen über alle durch die MWBO vorgegebenen Inhalte der Weiterbildung.

## Inhalte der Weiterbildung
Bei der Weiterbildungsprüfung muss man darlegen können, dass man Kenntnisse, Erfahrungen und Fertigkeiten unter anderem in folgenden Bereichen erlangt hat:
- Tumortherapie
  - Indikationsstellung zur medikamentösen Tumortherapie unter Berücksichtigung von Komorbiditäten
  - Planung, Durchführung und Überwachung der medikamentösen Therapie bei Tumorerkrankungen des Fachgebietes einschließlich der Prävention, Erkennung und Behandlung spezifischer Nebenwirkungen von Tumortherapeutika
- Supportivtherapie
  - Prophylaktische und interventionelle Supportivtherapie, insbesondere Antiemese, Ernährungsberatung und Diätetik einschließlich enteraler und parenteraler Ernährung, Infektionsprophylaxe und Therapie von Infektionen, Antikoagulation[1]

Die Inhalte der Musterweiterbildungsordnung sind allerdings nur eine Empfehlung für die rechtsverbindlichen Weiterbildungsordnungen der Landesärztekammern, die hiervon abweichende Regelungen treffen können.